# Grant (condado de Shawano, Wisconsin)
Grant es un municipio (en inglés, town) ubicado en el condado de Shawano, Wisconsin, Estados Unidos. Según el censo de 2020, tiene una población de 976 habitantes.

## Geografía
El municipio está ubicado en las coordenadas 44°43′36″N 88°55′48″O / 44.72667, -88.93000. Según la Oficina del Censo de los Estados Unidos, tiene una superficie total de 94.7 km², de la cual 94.4 km² corresponden a tierra firme y 0.3 km² son agua.

## Demografía
Según el censo de 2020, hay 976 personas residiendo en el municipio. La densidad de población es de 10.3 hab./km². El 97.44% de los habitantes son blancos, el 0.20% son amerindios, el 0.20% son asiáticos, el 0.10% es de otra raza y el 2.05% son de una mezcla de razas. Del total de la población, el 0.61% son hispanos o latinos de cualquier raza.